# Clara Bell
Clara Bell (de soltera, Clara Poynter, Westminster 1835–1927) fue una traductora inglesa que dominaba el francés, el alemán, el danés, el holandés, el italiano, el noruego, el ruso y el español. Destacó por sus traducciones de las obras de grandes escritores como Henrik Ibsen, Honoré de Balzac, Georg Ebers, Joris-Karl Huysmans, Guy de Maupassant y Benito Pérez Galdós, entre otros. Estudió en Francia, donde aprendió francés y alemán, aunque luego pasó la mayor parte de su vida en Londres.  El resto de idiomas los aprendió pasados los cuarenta.
Bell nació en Westminster, hija del prodigioso arquitecto Ambrose Poynter y de Emma Forster. Edward Poynter, su hermano, llegó a ser el director de la Galería Nacional de Londres. Era familia lejana del artista Edward Burne-Jones y del escritor Rudyard Kipling. Se casó con el banquero Robert Courtenay Bell (1816-1896) con quien tuvo seis hijos. Uno de ellos, Charles Francis Bell, supervisó el Departamento de Bellas Artes del Museo Ashmolean en Oxford.
Bajo la dirección de George Saintsbury, Clara Bell, Ellen Marriage y Rachel Scott fueron las responsables de traducir una gran parte de La comedia humana de Honoré Balzac al inglés. Esta traducción remplazó trabajos anteriores que habían sido considerados inadecuados. El salario de los traductores no era demasiado alto en la época, lo que hizo que Bell y sus colegas no tardaran demasiado en completar el trabajo. A pesar de la rapidez, las traducciones de Clara Bell siempre destacaron por la estrecha adhesión a los «textos de partida» y el alto grado de legibilidad.

## Louis Couperus
Bell también tradujo la novela Noodlot del escritor holandés Louis Couperus (1863 – 1923).  Maarten Maartens (1858-1915) fue la persona que enseñó este libro a Goose, Edmund Goose editor de La Biblioteca Internacional de Heinemann, donde publicó la traducción de Bell. Frederik van Eeden (1860-1932) le proporcionó información sobre la novela a Goose, que escribiría la introducción de la obra.    
Oscar Wilde leyó Noodlot y le conmovió. Wilde contactó con Couperus para enviarle su propio libro, El retrato de Dorian Gray.  El intercambio de cartas entre Oscar Wilde, Louis Couperus y Elisabeth Couperus-Baud, la esposa de Couperus, culminó en la primera traducción de la novela de Wilde, publicada  en holandés en 1893 por la señora Couperus-Baud.  
La mayoría de las otras traducciones de la obra de Louis Couperus fueron de Alexander Teixeira de Mattos, que se casó más tarde con Willie Wilde, la hermana viuda de Oscar Wilde.  